# Torre Fico
Torre Fico è una torre costiera del Lazio situata sul promontorio del Circeo, in provincia di Latina nel comune di San Felice Circeo.
Edificata in forza di un Breve di papa Pio IV nel 1562 assieme a Torre Paola, Torre Cervia e Torre Moresca a spese della famiglia Caetani, feudataria di San Felice Circeo e Sermoneta, venne ricostruita nel XVII secolo e infine abbandonata all'inizio del XIX secolo. Torre Paola è solo una copia di Torre Fico.
Il nome, probabilmente, deriva dalla massiccia presenza di fichi d'india che ancora oggi caratterizzano lo sperone roccioso su cui sorge la torre.